# Jace Norman
Jace Norman (* 21. března 2000, Corrales, Nové Mexiko, USA) je americký herec. Narodil se v Novém Mexiku. Přestěhoval se do Jižní Kalifornie když mu bylo 8 let. Během střední školy byl šikanován za to, že byl dyslektik. Má staršího bratra Xandera a starší sestru Glory.

## Kariéra
Norman zahájil svou hereckou kariéru v roce 2012 vystoupením v Disneyho televizním seriálu Jessie. Od roku 2014 do roku 2020 hrál hlavní roli v sitcomu Henry Nebezpečný. Hrál také ve filmech jako Splitting Adam z roku 2015, nebo Rufus z roku 2016 a jeho pokračování Rufus 2 (2017). Pokračování posledně jmenovaného, Rufus 2, vysílaný na stanici Nickelodeon v lednu 2017, přičemž Norman zde hrál hlavní roli. V kinech Norman debutoval jako herec hlavní rolí v animovaném filmu Spark, který byl uveden v dubnu 2017. V roce 2019 si zahrál ve filmu Bixler High Private Eye, kde hrál hlavní roli, postavu Xandera DeWitta. V letech 2017, 2018 a 2019 získal Norman cenu Kids 'Choice Award za oblíbenou mužskou televizní hvězdu. Získal své čtvrté ocenění Kids 'Choice Awards, Nickelodeon Kids 'Choice Awards 2020: Celebrite Together.

## Filmografie
- 2012: Jessie (epizoda Jsi chladnější než pět srovnávačů)
- 2013: Deadtime Stories (epizoda Pomsta skřetů)
- 2013: Thundermanovi (epizoda Ukradl jsi chrom člověče!)
- 2014-2020: Henry Nebezpečný (vedoucí role)
- 2016: Rufus (postava: Rufus)
- 2017: Rufus 2 (postava: Rufus)
- 2017: Hlasiťákovi (epizoda Legendy)
- 2018–2019: Změna Hry (postava: Henry Hart)
- 2020: Nebezbečná Síla (postava: Henry Hart)